# 68 Geminorum
68 Geminorum är en misstänkt variabel i stjärnbilden Tvillingarna.
68 Geminorum varierar mellan visuell magnitud +5,05 och 5,25 utan någon fastställd periodicitet. Den befinner sig på ett avstånd av ungefär 425 ljusår.